# T18 (бронеавтомобиль)
Бронеавтомобиль T18 (англ. Armored Car T18) — тяжёлый бронеавтомобиль США периода Второй мировой войны. Известен также под его экспортным обозначением «Борхаунд» (англ. Boarhound (Boarhound — порода собак гигантского размера)). Разработан в 1941—1942 годах инженерами компании Yellow Truck and Coach Manufacturing Company (филиала корпорации «Дженерал моторс») как более тяжёлый и лучше защищённый аналог бронеавтомобиля M6 «Стегхаунд».

В целом общий вес транспортного средства составил более 24 тонн, что в то время соответствовало весу боевого танка среднего размера, такого как немецкий Panzerkampfwagen IV. Позже было решено построить более мощное основное оружие с британским боеприпасом QF-6-pounder-7-cwt калибра 57 мм. Позднее эта версия была выпущена под названием T18E2 Boarhound. Эта модификация, была специально разработана для британской армии, которая первоначально заказала около 2500 автомобилей. Однако издержки производства резко возросли, а внедорожные возможности колёсного танка не оправдали ожиданий (что можно было объяснить отсутствием независимой подвески и малой удельной мощностью силовой установки). При боевой массе в 26 тонн, T18 стал самым тяжёлым бронеавтомобилем, когда-либо воплощённым в металле. 

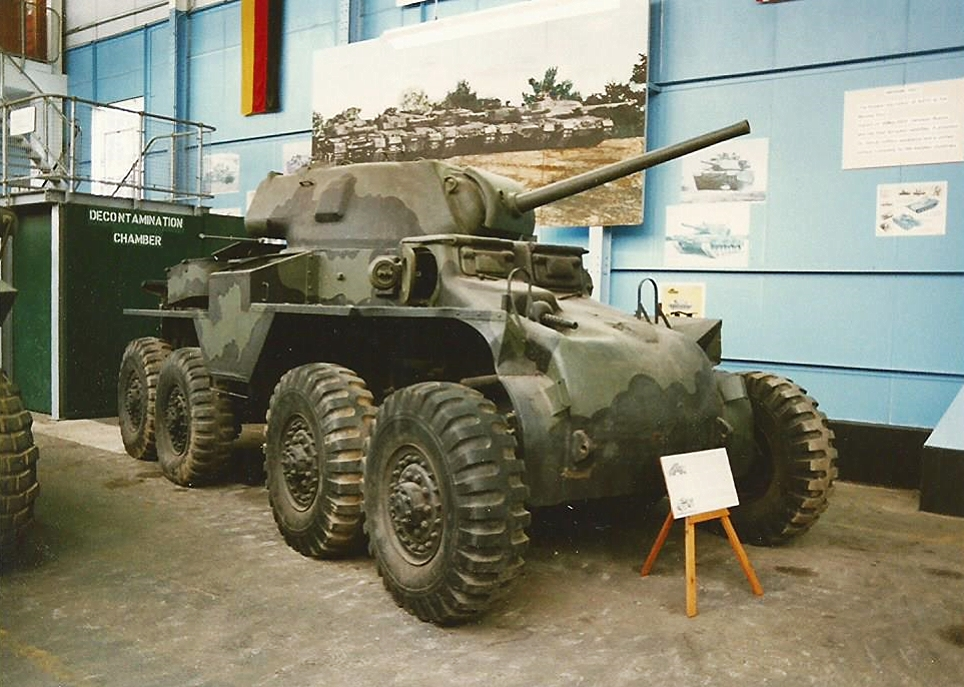

Из-за таких недостатков, как крайне плохая проходимость и значительные размеры, на вооружение армии США T18 не принимался, но по заказу Великобритании в 1942—1943 годах было произведено 30 экземпляров T18, не считая прототипа. Все выпущенные машины в 1943 году были отправлены в Великобританию.

## Производство
Первоначальный график производства Т18 в 1942 году был; 5 в июне, 10 в июле, 15 в августе, 50 в сентябре, 100 в октябре, 200 в ноябре, 250 в декабре, всего 630 единиц.
Из-за трудностей с получением 57-миллиметровых пушек поставки первых машин были задержаны. Другими причинами задержки были проблемы производственного характера и трудности в получении приемлемых выжимных подшипников сцепления.
Пересмотренный прогноз производства бронеавтомобиля Т18Е2 на 1942 год был: 5 в сентябре, 10 в октябре, 15 в ноябре, 50 в декабре, всего 80 ед.
В программе снабжения армии США в ноябре 1942 года заказов на машину так и появилось Однако производство, уже было развернуто до такой степени, что полная отмена проекта была нецелесообразной, и поэтому закупка 30 автомобилей с комплектами запасных частей была разрешена. Все автомобили в рамках этой программы были предоставлены англичанам по программе ленд-лиза.
| Год   | 1     | 2     | 3     | 4     | 5     | 6     | 7     | 8     | 9     | 10    | 11    | 12    | Всего |
| ----- | ----- | ----- | ----- | ----- | ----- | ----- | ----- | ----- | ----- | ----- | ----- | ----- | ----- |
| 1942  |       |       |       |       |       |       |       |       |       |       |       | 2     | 2     |
| 1943  | 1     |       | 9     | 7     | 11    |       |       |       |       |       |       |       | 28    |
| Всего | Всего | Всего | Всего | Всего | Всего | Всего | Всего | Всего | Всего | Всего | Всего | Всего | 30    |

## Использование
Т18 никогда широко не использовался в боях, однако некоторые из них были использованы при защите баз операций в Северной Африке, а некоторые даже участвовали в конвойных операциях. Есть сведения, что немногие из них были переоснащены для выполнения специальных обязанностей в заднем эшелоне обороны. В конце 1942 года были изданы приказы о назначении более восьми Т18 в 8-ю армию, которая использовала их весьма осторожно в качестве вспомогательной бронетехники и, в некоторой степени, использовала их в качестве разведывательно-дозорных машин в соответствии с источниками в Национальном архиве в Кью (Западный Лондон). Участия в тяжелых боях машина не принимала.